# 中国中央电视台娱乐频道
中国中央电视台娱乐频道，2004年10月1日开播，是中国中央电视台拥有的一条以普通话（中文）为主的一个面向中国国外的华人观众进行广播的中文娱乐频道，节目内容涵盖中国中央电视台各频道的文化娱乐精品节目。该频道目前主要是通过中国卫星电视长城平台向海外地区传播。
该海外频道节目大多是CCTV-3节目为主，也有重播其他频道的节目（如CCTV-1的《等着我》《开讲啦》栏目），在逢年春节除夕夜亦有并机直播《春节联欢晚会》，中秋节亦会并机《中秋晚会》。